# Burgstall Eltmann
Der Burgstall Eltmann ist neben der fast vollständig abgetragenen Wallburg die zweite Burganlage auf dem Gemeindegebiet von Eltmann. Die abgegangene mittelalterliche Höhenburg befindet sich etwa 2520 Meter westsüdwestlich der katholischen Stadtpfarrkirche St. Michael und St. Johannes Baptist in der Stadt Eltmann, einem heutigen Ortsteil der gleichnamigen Gemeinde Eltmann im Landkreis Haßberge in Bayern, Deutschland. Über diese Höhenburg an den nördlichen Ausläufern des Steigerwaldes sind keine geschichtlichen oder archäologischen Informationen bekannt, sie wird grob auf mittelalterliche Zeitstellung datiert. Von der Anlage haben sich nur noch mehrere Gräben und Wallzüge, sowie wenige Reste der Umfassungsmauer der Kernburg erhalten. Die Stelle ist als Bodendenkmal Nummer D-6-6029-0004: „Mittelalterlicher Burgstall“ geschützt.

## Beschreibung
Die dreiteilige Burgstelle befindet sich im Eltmanner Stadtwald in 330 m ü. NN Höhe, und damit rund 80 Höhenmeter über dem Talgrund, auf einer langen, sich nach Nordosten erstreckenden Bergzunge. Der Burgstall ist im Nordwesten durch den steilen Abfall des Geländes in das Tal des Altengrundbaches gesichert, im Südosten ebenfalls durch steilen Hangabfall ins Tal des Lochbaches. Die Bergspitze fällt etwas weniger Steil in den Zwickel des Zusammenflusses der beiden Bachtäler ab. Insgesamt war die Burgstelle so von Natur aus gegen eine Annäherung sehr gut geschützt, nur die südwestliche Schmalseite der Burg, wo das Vorgelände als Bergrücken leicht bis zu einer kleinen waldlosen Hochfläche am 415 m ü. NN hohen Kohlberg ansteigt, musste gesichert werden.
Die in klassischer Spornlage liegende Burganlage teilt sich in drei Bereiche auf, in zwei durch einfache Abschnittsbefestigungen gesicherte Vorburgen und in die stärker befestigte Hauptburg an der Bergspitze.
Etwa 180 Meter vor der Bergspitze befindet sich die erste Befestigungslinie, hier verläuft ein Wall-Graben-Zug quer über den Bergrücken. Dieser Wall weist noch eine Breite von sieben Meter auf, bei einer Höhe von eineinhalb Meter. Ihm ist ein noch eineinhalb Meter tiefer und fünf Meter breiter Graben vorgelegt. Hinter dieser Befestigungslinie befindet sich die 20 Meter breite und 40 Meter lange äußere Vorburg. Die innere Vorburg wird von der äußeren lediglich durch einen ebenfalls quer über den Bergrücken verlaufenden, fünf Meter breiten und 2,5 Meter tiefen Graben abgetrennt. Die Fläche der inneren Vorburg misst rund 20 × 30 Meter.
Die rundum befestigte Hauptburg wird an ihrer Südwestseite von der inneren Vorburg durch einen fünf Meter breiten und drei Meter tiefen Graben getrennt. An beiden Grabenenden an der Geländekante sind noch Abraumhügel des Grabenaushubes zu erkennen. Dieser Graben zieht sich anschließend als drei Meter breiter und noch ein Meter tiefer Hanggraben um die gesamte Kernburg. An ihrer Südostseite ist dieser Hanggraben jedoch durch Wegebau fast vollständig zugeschüttet worden. An der Bergspitze bzw. der nordöstlichen Schmalseite der Kernburg ist dem Graben zusätzlich noch ein vier Meter breiter und eineinhalb Meter hoher Wall vorgelagert. Dieser Wall geht an der Nordwestseite in den vom Hanggraben gebildeten Außenwall über, im Südosten ist die Fortsetzung des Wallzuges durch den Forstweg verunklärt. Die leicht zur Bergspitze hin abfallende Kernburg maß 35 × 60 Meter.
Die einzigen Bebauungsspuren befinden sich in der Nordosthälfte der Kernburg, hier haben sich Reste der Ringmauern erhalten.

Burgstall Eltmann
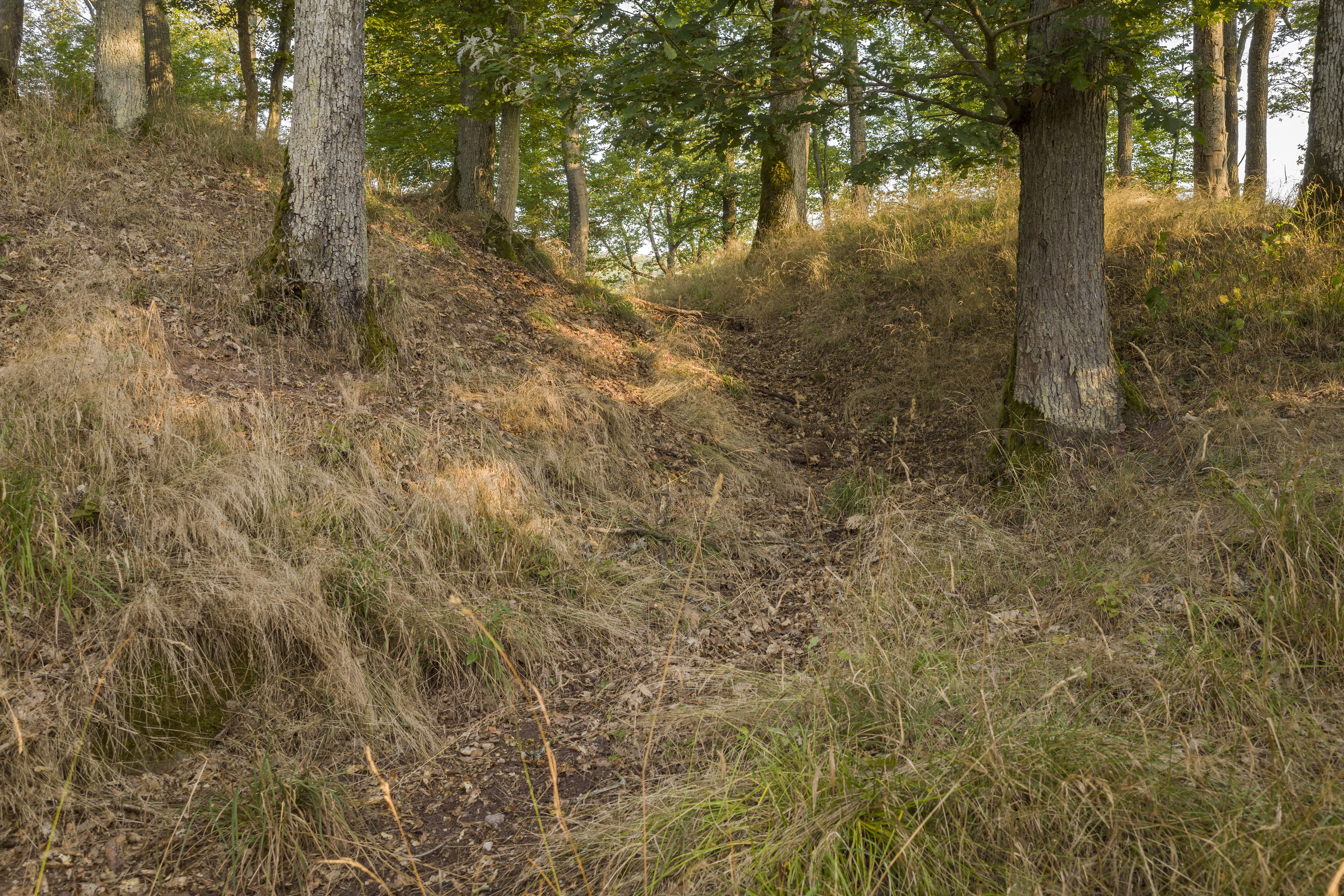
Graben um die Kernburg, Nordostseite
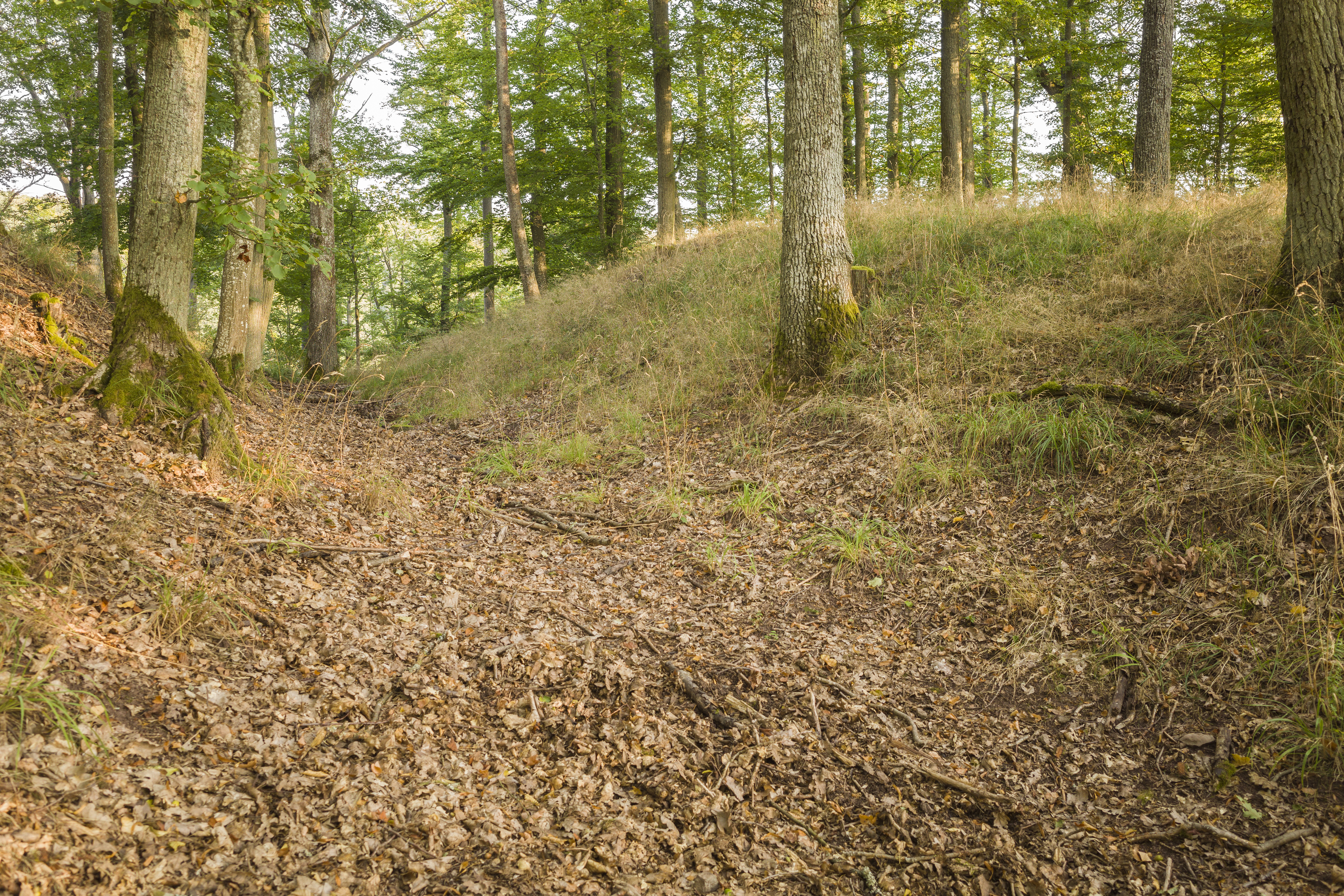
Graben um die Kernburg, Südwestseite
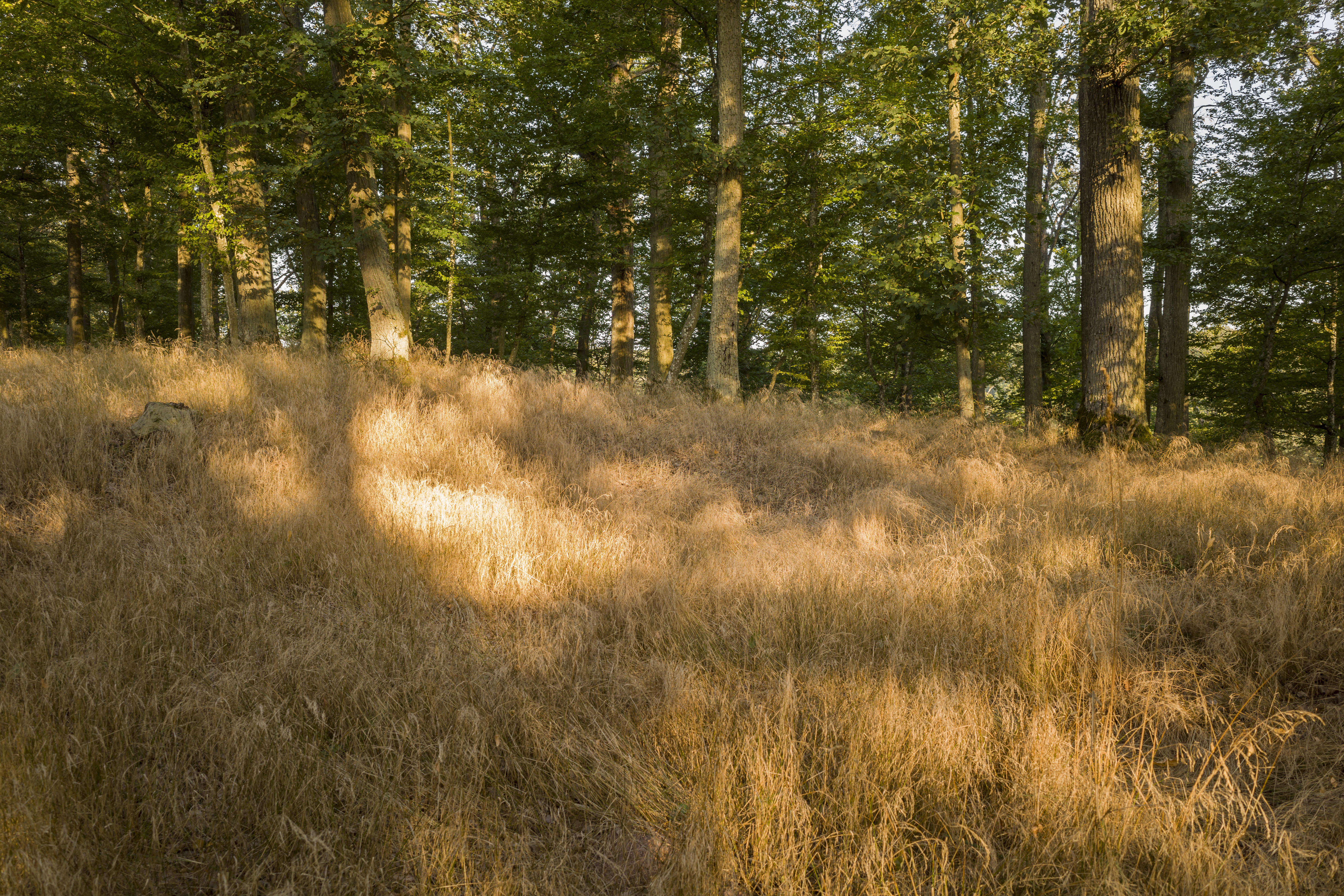
Plateau der Kernburg
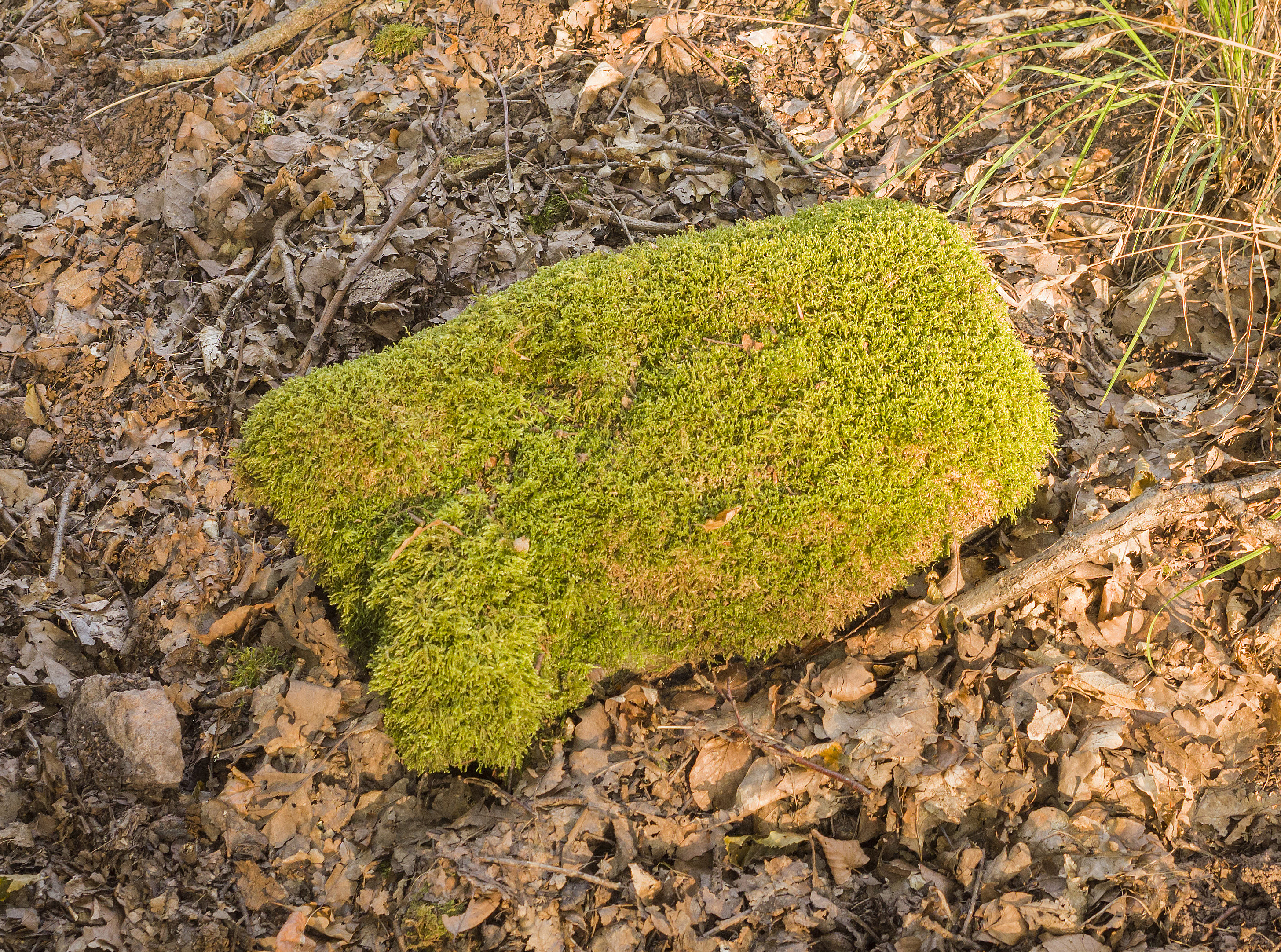
Stein im Nordosten